# Karol Klimczyk (podoficer)
Karol Klimczyk (ur. 4 lutego 1899 w Kamionkach) – starszy wachmistrz Wojska Polskiego, kawaler Orderu Virtuti Militari.

## Życiorys
Urodził się 4 lutego 1899 we wsi Kamionki, w ówczesnym powiecie skałackim Królestwa Galicji i Lodomerii, w rodzinie Klemensa i Antoniny . Był starszym bratem Józefa (ur. 1900)  .
Od 1 października 1915 służył w 1 Pułku Artylerii Legionów Polskich. Walczył na Wołyniu .
W czasie wojny z bolszewikami walczył w szeregach 19 Pułku Ułanów Wołyńskich.
Jako osadnik wojskowy mieszkał w gromadzie Ułanówka, w gminie Mikulicze powiatu włodzimierskiego.

## Ordery i odznaczenia
- Krzyż Srebrny Orderu Wojskowego Virtuti Militari nr 1959[6]
- Krzyż Niepodległości z Mieczami – 24 października 1931 „za pracę w dziele odzyskania niepodległości”[7]
- Krzyż Walecznych dwukrotnie[1]